# La circostanza
La circostanza è un film del 1973 diretto da Ermanno Olmi.

## Trama
Una ricca signora, titolare di uno studio notarile, vive in una famiglia borghese arida di affetti, ma un giorno si prende cura di un ferito in un incidente e la sua visione del mondo cambia.
Il marito, dirigente di mezza età, teme di essere licenziato, ma alla fine del film scoprirà che nel suo ufficio tutto è rimasto com'era; la figlia minore vivrà la sua prima esperienza sessuale (in questo, però, Olmi è molto casto), mentre il figlio maggiore avrà un figlio dalla compagna.
Il film venne girato tra Milano e dintorni, il Lago d'Orta (la riunione tra manager), Pietrasanta (Ospedale) e Forte dei Marmi, in Versilia. La scena dell incidente in moto fu girata all incrocio tra via Versilia e Via dell'Acqua a Forte dei Marmi.

## Critica
«Struttura narrativa frammentata... sguardo pessimistico e molta nostalgia per i modelli di vita del passato.» ** 